# Корр'єре делла Сера

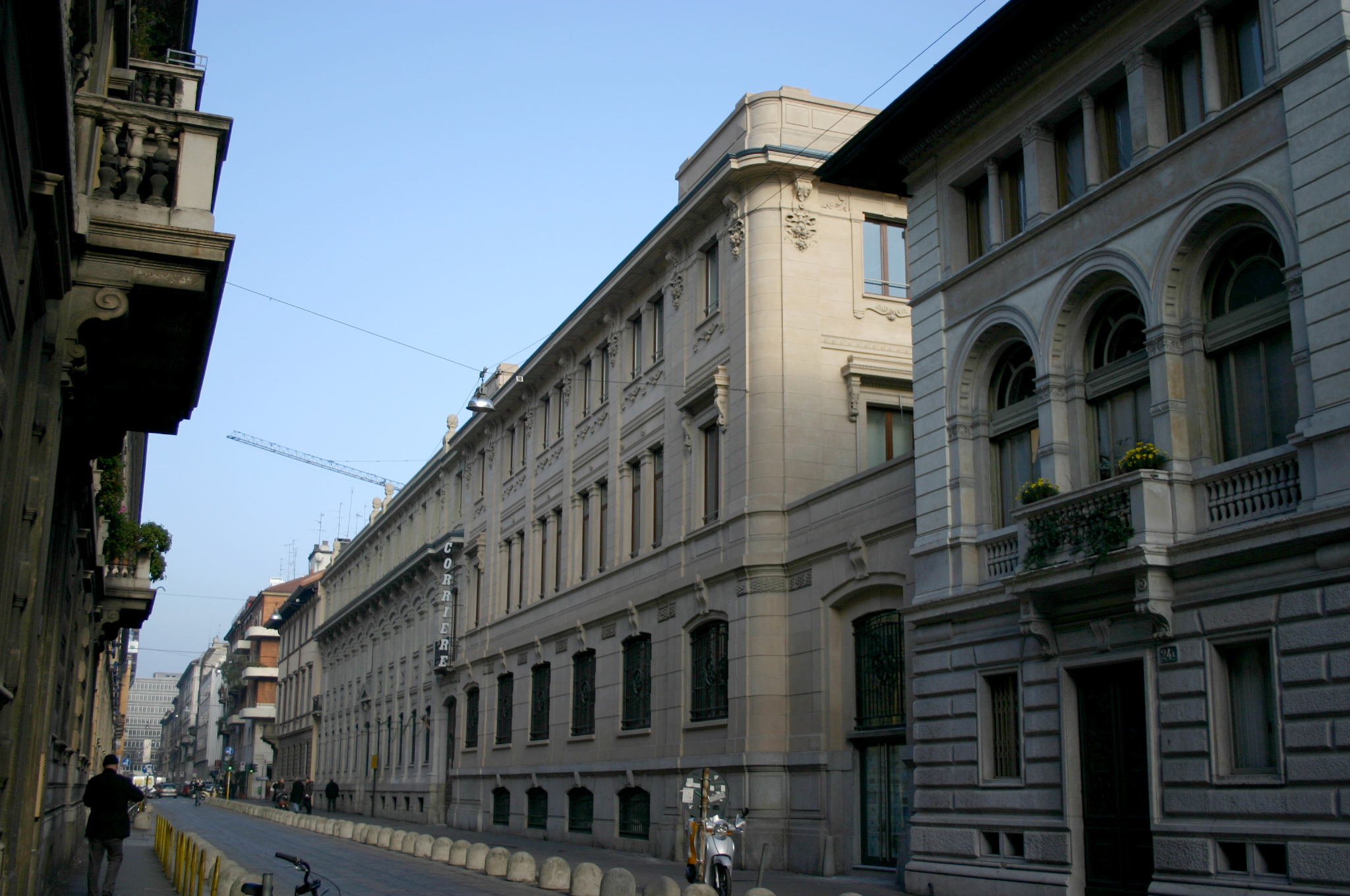
Редакція газети

 Корр'єре делла Сера (італ. Corriere della Sera італійською: [korˈrjɛːre della ˈseːra], укр. «Вечірній кур'єр») — італійська щоденна газета. Видається в Мілані з 5 березня 1876 року. За даними статистичного дослідження 2005 року мала найбільший наклад серед газет Італії — близько 620 000 примірників .
Засновник та перший редактор газети — Еудженіо Тореллі Віольер. Заслуга перетворення «Корр'єре делла Сера» в найвпливовішу газету Італії належить насамперед Луїджі Альбертіні, який очолював її в 1900–1925 роках. Він був рішучим противником соціалізму, клерикалізму та Джованні Джолітті, який був готовий йти на компроміс із цими силами під час перебування на посаді прем’єр-міністра Італії. Опозиція Альбертіні італійському фашистському режиму змусила інших співвласників вигнати його в 1925.
Серед авторів, в різний час тісно співпрацювали з газетою, — Джованні Спадоліні (колишній прем'єр-міністр Італії), Діно Буццаті, П'єр Паоло Пазоліні, Еудженіо Монтале, Італо Кальвіно, Альберто Моравіа, Індро Монтанеллі, Алессандро Паволіні, Тіціано Терцані та інші.

## Список регулярних спецвипусків
- Corriere del Mezzogiorno (з 1997)
- Corriere del Veneto (з 2002)
- Corriere del Trentino (з 2003)
- Corriere dell'Alto Adige (з 2003)
- Corriere di Verona (з 2004)

- Corriere Magazine (суботній додаток)

## Наклад
| Рік  | примірників за день |
| ---- | ------------------- |
| 2011 | 482.800             |
| 2010 | 489.989             |
| 2009 | 534.427             |
| 2008 | 567.910             |
| 2007 | 601.339             |
| 2006 | 624.938             |
| 2005 | 619.897             |
| 2004 | 616.504             |
| 2003 | 613.103             |
| 2002 | 581.751             |
| 2001 | 598.997             |
| 2000 | 614.398             |
| 1999 | 620.126             |
| 1998 | 635.222             |
| 1997 | 669.515             |
| 1996 | 646.902             |

Джерело: Dati Ads (Accertamenti Diffusione Stampa)